# Chien de Taïmyr

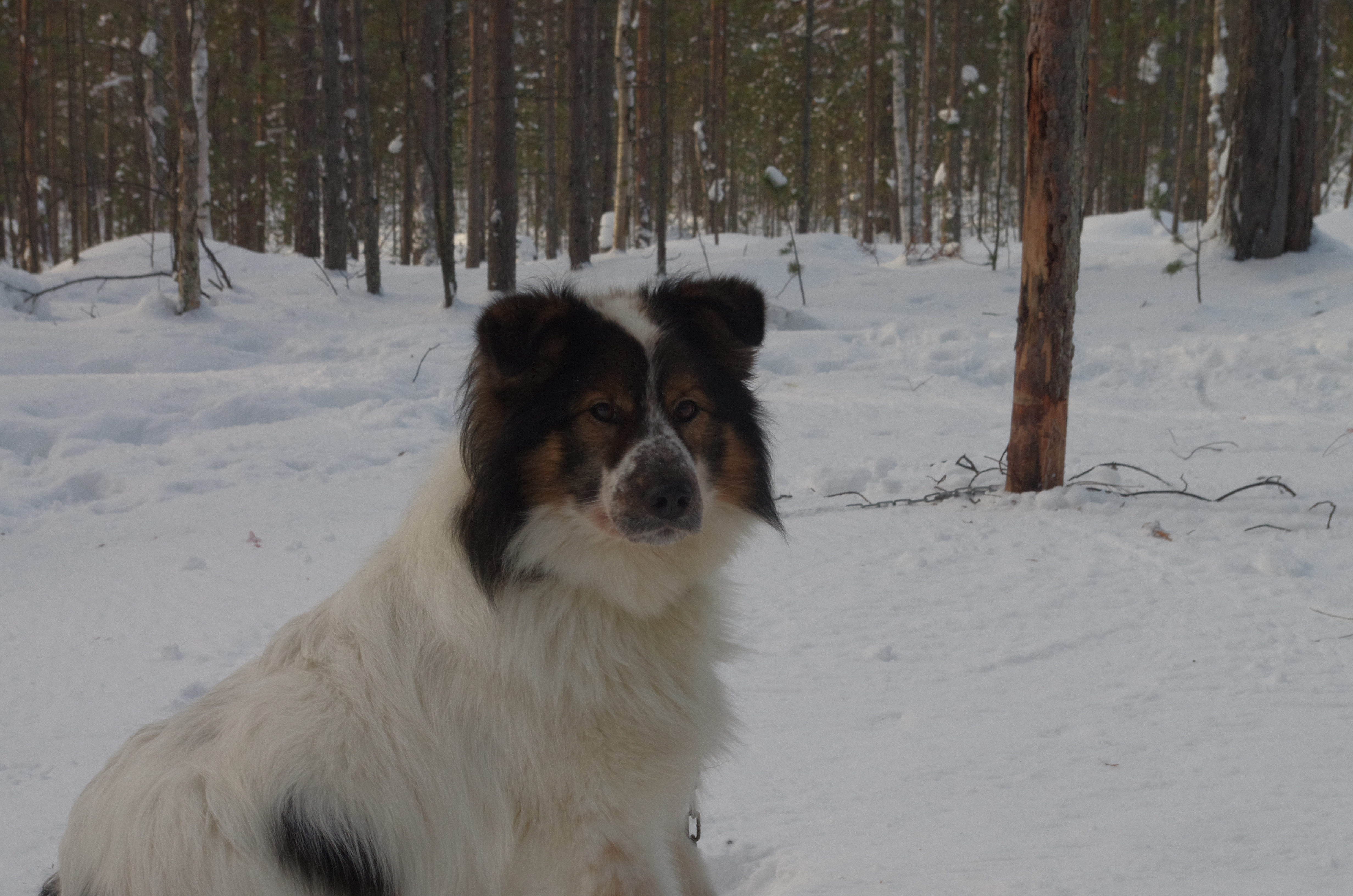
Le chien de Taïmyr, une race rare de traineaux (ici, une femelle).

Le chien de Taïmyr (Taymyrskaya ezdovaye) est une race de chiens primitives originaire de la péninsule de Taïmyr en Russie. Un des ancêtres du Samoyède, la race est notamment élevée pour la garde de troupeau de rennes, la chasse et le traineau.
C'est une race très ancienne reconnue dans son pays d'origine, mais pas par la Fédération Cynologique Internationale.
Il fait partie avec le Laïka Nenets et le chien tchoukche (ancêtre du Husky) des races rares de traineau ramenées en Europe par Gilles Elkaim au terme de son expédition à travers l'arctique eurasien Arctika.

## Historique
L'histoire du chien de Taïmyr est liée à celle des peuples Dolganes et Nganassanes, tous les deux Nomades ou semi-nomades. Ils élèvent cette race pour la traction de traineaux, leur épaisse fourrure pour la confection d'habits, la garde et la protection des rennes contre les loups et les ours, mais également la chasse, les Dolganes étant de commerçant de défenses de Mammouth.

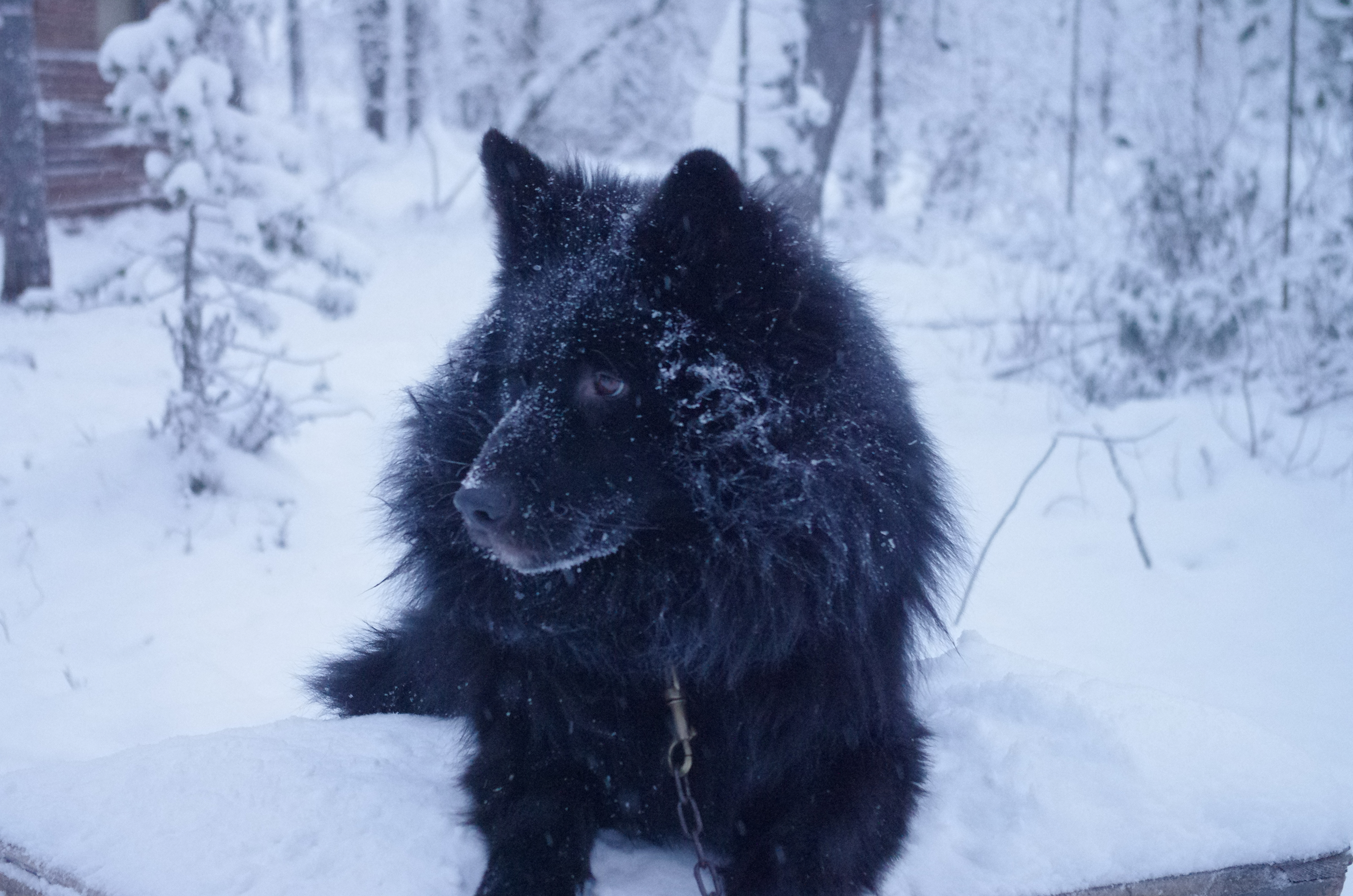
Leur imposante carrure leur permet d'être à la fois des chiens de garde dissuasifs et de puissants tracteurs.

On estime qu'il s'agit d'une des plus anciennes races de chien. De plus la découverte dans la péninsule de Taïmyr d'une mâchoire d'un chien semi domestiqué datant de 35 000 ans montre une présence très ancienne de l'Homme et du chien dans cette région.
Lors de son voyage en péninsule Taïmyr, Marco Polo cite "des chiens hauts comme des petits ânes". En effet ce chien est sélectionné différemment en fonction de la zone géographique, certaines lignées peuvent atteindre une taille impressionnante.
Sa diffusion en Europe est très récente, c'est lors de son grand voyage à travers toute la Russie, que Gilles Elkaim a pu utiliser puis ramener quelques individus en Laponie Finlandaise en 2004.
Il a réalisé un second voyage peu de temps après afin d'agrandir son cheptel et de garantir une diversité génétique afin de commencer un élevage de conservation.
On retrouve aujourd'hui le chien de Taïmyr dans quelques élevages, mais la majorité reste concentrée sur un chenil en Laponie finlandaise.
Un programme de croisement avec la race Samoyède est actuellement en cours afin d'améliorer la rusticité de cette dernière.

## Morphologie
N'étant pas reconnue par la FCI, la race n'a pas été sélectionnée physiquement et standardisée.
Cependant elle peut être décrite par ses traits principaux.

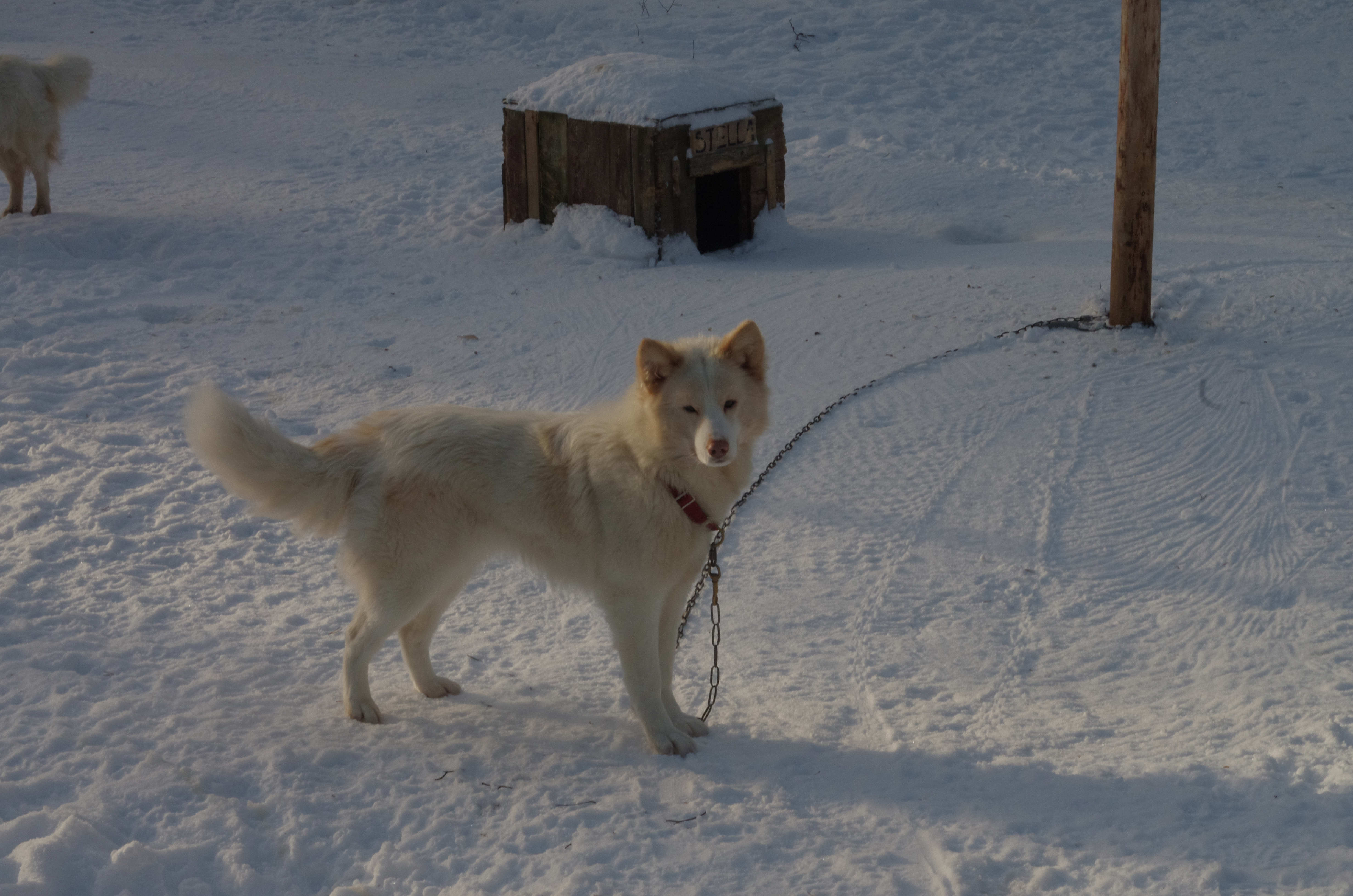
La morphologie des chiens de Taïmyr est très diversifiée, ici une jeune femelle.

- Une allure trapue mais athlétique.
- Une poitrine bien descendue et profonde.
- Un poil mi-long à long, bien fourni sur l'arrière train et l'encolure.
- Un museau long et épais qui n'est pas pointu.
- Les oreilles triangulaires et implantées haut sur le crâne, peuvent être retombantes.
- La queue, bien touffue, est implantée haut et majoritairement en forme de croissant, et peut s'enrouler sur le dos

Pour la composition du poil, celui ci est très différent de celui du Husky ou du Groenlandais qui présentent un pelage majoritairement "polaire", il est composé de deux couches. Une assez longue agissant comme un coupe-vent, la seconde plus dense reprenant le type "polaire". Le poil est doux et soyeux.
Les robes les plus représentées sont le blanc, le noir, le marron et le bi ou tricolore (marron et blanc ou noir et blanc), cependant on retrouve tous types de robes.
Pour ce qui est du gabarit, comme précisé plus haut, la taille et la masse varient beaucoup en fonction des lignées. Mais le Taïmyr reste un chien imposant et très puissant. On peut estimer la fourchette de taille au garrot et de masse suivante :
50 à 70 cm pour les femelles pour 25 à 40kg
60 à 80 cm pour les mâles pour 30 à 60kg

A noter que les lignées présentent en Europe sont relativement petites en comparaison de certaines lignées russes.

## Caractère
Le chien Taïmyr possède aussi des traits de caractère multiples qui expliquent sa grande polyvalence.
De manière générale, le Taïmyr est bon gardien et dévoué à son maitre.
C'est un chien intelligent et qui aime apprendre, il peut être néanmoins têtu comme la plupart des races primitives.

En comparaison avec les autres races de traineau, il est très proche de l'Homme et peu fugueur, en effet il n'était pas rare d'observer la présence de chien dans les habitations, et certains chiens jouaient même le rôle de gardiens d'enfants.

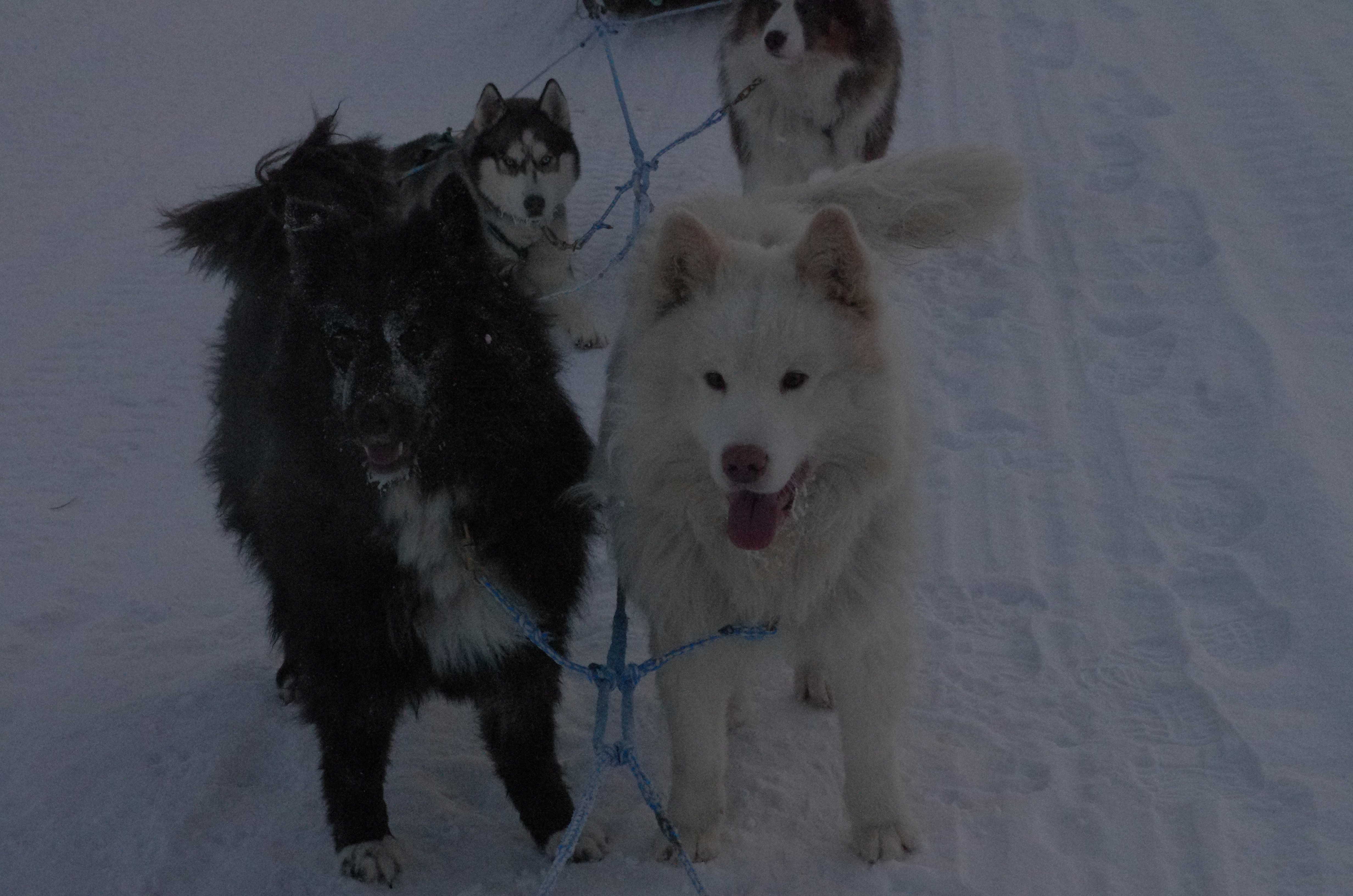
Paire de Taïmyr à l'attelage.

## Utilité
Le chien de Taïmyr est très polyvalent.
Traditionnellement utilisé pour le trait, la garde, la chasse et la confection de vêtements, il peut facilement s'adapter à d'autres disciplines comme le Cani-cross, le pistage ou l'agility.
Il peut également devenir un chien d'agrément à condition de lui proposer de l'exercice et une stimulation mentale régulièrement.

## Santé
N'ayant que peu été sélectionnée, cette race présente très peu de problèmes de santé.
Le principal problème de santé observé sur quelques chiens est l'entropion, mais certains vieux mâles peuvent développer des tumeurs au niveau des testicules.